# سيليا باركر وولي
سيليا باركر وولي (بالإنجليزية: Celia Parker Woolley)‏ (14 يونيو 1848، توليدو في الولايات المتحدة - 9 مارس 1918، شيكاغو في الولايات المتحدة)؛ روائية أمريكية.